# Scener fra Kalundborg og København
|  | Denne artikel er oprettet af botten Steenthbot ud fra en ekstern database. Den kan derfor have sproglige fejl eller mangler. Denne skabelon kan fjernes efter kontrol af indholdet. |

Scener fra Kalundborg og København er en dansk dokumentarisk optagelse fra 1944.

## Handling
Optagelser fra Kalundborg - med besøg af 'den islandske kæmpe' Jóhann Kristinn Petúrsson (1913-1984) - og København: Tivoli, Bellevue Strand og Zoologisk Have.